# Karel van den Oever
Modestus Carolus (Karel) van den Oever (Antwerpen, 19 november 1879 – Antwerpen, 6 oktober 1926) was een Vlaamse dichter, essayist en toneelschrijver.
Karel van den Oever stamde uit een Friese koopmansfamilie die zich in 1842 in Antwerpen had gevestigd. Hij was van 1905 tot 1912 redactiesecretaris van het door hem en Jozef Muls opgerichte literaire tijdschrift Vlaamsche Arbeid (1905-1930), waarin Jan van Nijlen de kroniek "Verhalend proza en toneel" verzorgde. Bij het uitbreken van de Eerste Wereldoorlog vluchtte Van den Oever naar Nederland en verbleef hij in Den Haag en Baarn. Als balling in Baarn woonde hij als een kluizenaar in een wonderlijk houten bouwwerk, in afwachting van het einde van de oorlog. Na de oorlog, weer terug in Antwerpen, ging hij over tot het humanitair expressionisme. Hij was tevens overtuigd flamingant en katholiek. Terugkerende thema's die in zijn poëzie en proza tot uitdrukking komen, zijn dan ook God, de dood en zonde. Van den Oever is vooral bekend door zijn gedicht Dinska Bronska. Dit is evenals de meeste van zijn gedichten concreet beschrijvend van stijl. Karel Van den Oever werkte mee aan verscheidene tijdschriften en dagbladen zoals "Dietsche Warande en Belfort"

## Dinska Bronska
Uit een oud dorp,

- kameelbruin als de steppe -

uit Plocka,

kwam Dinska Bronska.

Haar hoofddoek was pruisisch-blauw

en haar haar vlas-geel;

ook waren haar ogen blauw

als fjord-water.

Zij rook naar knoflook en spar,

zij droeg laarzen

en ging zeer zwaar en gauw.

In het "Hotel Lapland" zat zij

bij een tafel aan het straat-raam

zij schreef 'n brief.

Een haarlok viel laag op haar rode kaak

en zij stak haar tong uit,

want ze schreef moeilijk die brief

en daaronder "Dinska Bronska", haar naam.

Ze stak ook de penstok in haar mond

en zocht met haar ogen langs het plafond.

Op het papier waren 'n inktvlek

en groot gestrompel van letters:

zij kocht het voor tien centiem

in de kruidenierszaak

over het hotel.

Er was 'n beetje inkt aan heur kaak.

O, Dinska Bronska;

gij vertrekt naar Canada:

de verroeste stoomboot wacht langs de kaai.

Gij laast op een almanak

der "Red Star Line"

dat Canada grotere appels,

o, hoger en geler koren heeft dan Plocka.

Het moet in Canada veel beter zijn!

O, Dinska Bronska,

met je zeer dikke vingers:

je schrijft zo moeilijk die brief.

Je ogen zoeken vliegen op het plafond.

"Moj Boze!"

Er zit 'n tranen-veeg,

o zo verdrietig,

van je blauwe ogen naar je mond.

O, Dinska Bronska!